# 三田市立小野小学校
三田市立小野小学校（さんだしりつ おのしょうがっこう）は、兵庫県三田市小野に所在する公立小学校。

## 通学区域
- 乙原区、小野区、小柿区のうち小柿１番地から46番地まで及び2404番地から2559番地までを含む[1]。

※卒業後は基本的に三田市立上野台中学校に進学する。

## 通学区域が隣接している学校
- 三田市立母子小学校
- 三田市立高平小学校
- 三田市立志手原小学校
- 三田市立広野小学校